# Rexburg
Rexburg är en stad (city) i Madison County i delstaten Idaho, USA. Rexburg är administrativ huvudort (county seat) i Madison County.
Rexburg grundades av mormonpionjären Thomas E. Ricks. Valet av ortnamn hedrar grundaren i och med att Rex var familjenamnet Ricks ursprungliga tyska variant. Rexburg är säte för Brigham Young University–Idaho som ursprungligen hette Bannock Stake Academy och senare Ricks College.

## Kända personer från Rexburg
- Heather Moody, vattenpolospelare
- Mark Ricks, politiker